# Nettleton (Misisipi)
Nettleton es una ciudad situada entre el Condado de Lee y el Condado de Monroe, Misisipi, Estados Unidos. Según el censo de 2000 tenía una población de 1.932 habitantes y una densidad de población de 276.3 hab/km².

## Demografía
Según el censo de 2000, había 1.932 personas, 794 hogares y 546 familias residiendo en la localidad. La densidad de población era de 276,3 hab./km². Había 868 viviendas con una densidad media de 124,1 viviendas/km². El 66,56% de los habitantes eran blancos, el 32,51% afroamericanos, el 0,10% amerindios, el 0,36% asiáticos, el 0,16% de otras razas y el 0,31% pertenecía a dos o más razas. El 0,36% de la población eran hispanos o latinos de cualquier raza.
Según el censo, de los 794 hogares en el 31,5% había menores de 18 años, el 47,5% pertenecía a parejas casadas, el 17,5% tenía a una mujer como cabeza de familia, y el 31,2% no eran familias. El 28,8% de los hogares estaba compuesto por un único individuo, y el 14,9% pertenecía a alguien mayor de 65 años viviendo solo. El tamaño promedio de los hogares era de 2,43 personas y el de las familias de 3,00.
La población estaba distribuida en un 26,3% de habitantes menores de 18 años, un 8,1% entre 18 y 24 años, un 26,8% de 25 a 44, un 23,9% de 45 a 64, y un 14,9% de 65 años o mayores. La media de edad era 37 años. Por cada 100 mujeres había 85,4 hombres. Por cada 100 mujeres de 18 años o más, había 76,7 hombres.
Los ingresos medios por hogar en la localidad eran de 25.951 dólares ($), y los ingresos medios por familia eran 31.510 $. Los hombres tenían unos ingresos medios de 26.220 $ frente a los 18.974 $ para las mujeres. La renta per cápita para la ciudad era de 12.006 $. El 20,8% de la población y el 16,8% de las familias estaban por debajo del umbral de pobreza. El 20,3% de los menores de 18 años y el 30,9% de los habitantes de 65 años o más vivían por debajo del umbral de pobreza.

## Geografía
Según la Oficina del Censo de los Estados Unidos, la localidad tiene un área total de 7,0 km², todos ellos correspondientes a tierra firme.